# Paul Williams (cantante)
Paul Williams (2 de julio de 1939-17 de agosto de 1973) fue un cantante barítono y coreógrafo estadounidense. Williams destacó por ser uno de los miembros fundadores y el cantante principal original del grupo Motown The Temptations. Junto con Elbridge "Al" Bryant, Otis Williams y sus compañeros de Alabama Eddie Kendricks y Melvin Franklin, Williams fue miembro de The Temptations. Los problemas personales y el deterioro de la salud obligaron a Williams a retirarse en 1971. Fue encontrado muerto dos años después como resultado de un aparente suicidio.

## Primeros años[1]
Paul Williams nació y creció en el barrio de Ensley de Birmingham, Alabama. Era hijo de Sophia y Rufus Williams, cantante de gospel en un grupo vocal de música gospel llamado Ensley Jubilee Singers. Conoció a Eddie Kendricks en la escuela primaria; supuestamente, los dos se encontraron por primera vez en una pelea a puñetazos después de que Williams arrojara un cubo de agua de fregona sobre Kendricks. Ambos compartían la afición por el canto y cantaban juntos en el coro de su iglesia. En su adolescencia, Williams, Kendricks y Kell Osborne y Willie Waller actuaron en un grupo de canto secular conocido como The Cavaliers, con el sueño de triunfar en la industria musical. En 1957, Williams, Kendricks y Osborne abandonaron Birmingham para iniciar sus carreras, dejando atrás a Waller. Ahora conocidos como The Primes, el trío se trasladó a Cleveland, Ohio, y finalmente encontró un representante en Milton Jenkins, que trasladó al grupo a Detroit, Míchigan. Aunque The Primes nunca grabaron, tuvieron éxito como intérpretes, e incluso lanzaron un grupo femenino derivado llamado The Primettes, que más tarde se convirtió en The Supremes.
En 1961, Kell Osborne se trasladó a California y The Primes se disolvió. Kendricks regresó a Alabama, pero poco después visitó a Paul en Detroit. Durante esta visita, él y Paul se enteraron de que Otis Williams, líder de un grupo rival de Detroit conocido como The Distants, tenía dos vacantes en la formación de su grupo. Paul Williams y Kendricks se unieron a Otis Williams, Melvin Franklin y Elbridge Bryant para formar The Elgins, que firmaron con el sello local Motown en 1961, después de cambiar primero su nombre a The Temptations.

## Carrera

### The Temptations
Aunque el grupo ya tenía un contrato discográfico, Paul Williams y sus compañeros soportaron una larga serie de sencillos fallidos antes de alcanzar finalmente el Top 20 de Billboard en 1964 con "The Way You Do the Things You Do". Rápidamente le siguieron más éxitos, como "My Girl", "Ain't Too Proud to Beg" y "(I Know) I'm Losing You".
Aunque Williams había sido el cantante original del grupo durante sus años de formación, en 1965, su papel había sido eclipsado por David Ruffin y Eddie Kendricks, que habían cantado en los éxitos de los Temptations. Como tal, Williams era a menudo pasado por alto para las voces principales, incluso en las pistas de los álbumes y las caras B, lo que le llevó a quejarse, "¡mierda, yo también puedo cantar!" En respuesta, le dieron la voz principal en la canción "Don't Look Back" (1965).
Williams cantó como vocalista en varias de las canciones del grupo, y fue el principal vocalista durante los primeros años del grupo. Entre sus primeros temas se encuentran "Your Wonderful Love" (1961), "Slow Down Heart" (1962), "I Want a Love I Can See" (1963), y "Oh, Mother of Mine" (1961) (el primer sencillo del grupo) y "Farewell My Love" (1963), ambos compartidos con Eddie Kendricks. Considerado el mejor bailarín de los Temptations, Williams fue el coreógrafo original del grupo, ideando rutinas para su grupo y para The Supremes (sobre todo su rutina característica "Stop! In the Name of Love"), antes de que Cholly Atkins asumiera ese papel para todas las actuaciones de la Motown. Los últimos trabajos de Williams en canciones de los Temptations incluyen "Just Another Lonely Night" (1965), "No More Water in the Well" (1967) y una versión de "Hey Girl" (1969).
Williams también cantó como vocalista con Dennis Edwards, que se unió a la banda en 1968, en "Cloud Nine", la primera canción de Motown que ganó un premio Grammy. Una de sus actuaciones principales más conocidas es su destacada interpretación en directo de "For Once in My Life", del especial de televisión TCB, emitido originalmente el 9 de diciembre de 1968 en la NBC. La versión en directo de la canción "Don't Look Back" también se cita con frecuencia como una de sus actuaciones más destacadas. También se hizo cargo de la voz principal en las actuaciones en directo de "My Girl" tras la salida de David Ruffin del grupo.

### Problemas personales y deterioro
Williams padecía anemia falciforme, que a menudo causaba estragos en su salud física. En 1965, Williams comenzó un romance con Winnie Brown, estilista de The Supremes y pariente de la miembro de las Supremes Florence Ballard. Enamorado de Brown, pero todavía dedicado a su esposa e hijos, Williams también estaba deprimido porque la presencia de Cholly Atkins hacía que el antiguo papel de Williams como coreógrafo fuera esencialmente, aunque no completamente, obsoleto. La vida en la carretera llevó a Williams a desarrollar el alcoholismo, que contrastaba con el hecho de no beber nada más fuerte que la leche. Otis Williams relató: "Así que ver a un tipo pasar de beber leche a beber, a veces, dos o tres quintos de Courvoisier al día... fue algo difícil de asimilar".
En la primavera de 1969, Williams y Brown abrieron la Celebrity House West, una boutique de moda para famosos, en el centro de Detroit. El negocio no tuvo el éxito previsto, y Williams pronto se encontró debiendo más de 80.000 dólares en impuestos (564.574 dólares en 2021). Su salud se había deteriorado hasta el punto de que a veces era incapaz de actuar, sufriendo combinaciones de agotamiento y dolor que combatía con el consumo excesivo de alcohol. Cada uno de los otros cuatro Temptations hizo lo que pudo para ayudar a Williams, alternando entre asaltar y vaciar sus reservas de alcohol, intervenciones personales y mantener tanques de oxígeno tras el escenario. Al final, la salud de Williams, así como la calidad de sus actuaciones, siguieron empeorando y se negó a ir al médico.
Debido a que la voz de Williams había quedado destrozada a causa de su enfermedad respiratoria y su alcoholismo, los Temptations decidieron recurrir a un sustituto para él. Richard Street, entonces vocalista de la banda Motown The Monitors y anteriormente vocalista de The Distants, fue contratado para viajar con los Temptations y cantar todas las partes de Williams, excepto los números especiales de Williams, como "Don't Look Back" y "For Once in My Life", desde detrás del escenario. Cuando Williams no estaba lo suficientemente bien como para continuar, Street ocupaba su lugar en el escenario. En abril de 1971, se convenció a Williams para que fuera a ver a un médico. El médico encontró una mancha en el hígado de Williams y le aconsejó que se retirara del grupo por completo. Williams dejó el grupo y Street se convirtió en su sustituto permanente. Para ayudar a Williams a recuperarse, se le pagó su quinta parte de los derechos de autor del grupo y se le mantuvo en nómina como asesor y coreógrafo durante los dos años siguientes.

### Intento de carrera en solitario
A principios de 1973, Williams comenzó a grabar material en solitario para Motown. Kendricks, que había dejado los Temptations justo antes de que Williams se fuera, produjo y coescribió el primer sencillo de Williams, "Feel Like Givin' Up", con "Once You Had a Heart" como cara b. Sin embargo, al verano siguiente, Motown se negó a publicar el sencillo.

## Fallecimiento
El 17 de agosto de 1973, Williams fue encontrado muerto en el interior de un coche aparcado en un callejón tras salir de la nueva casa de su entonces novia después de una discusión. Se encontró una pistola cerca de su cuerpo. Su muerte fue declarada como un aparente suicidio. Según Otis Williams, Paul había expresado pensamientos suicidas a él y a Melvin Franklin meses antes de su muerte.
El funeral de Williams se celebró el 24 de agosto, con la asistencia de su familia y sus antiguos compañeros de banda. Le sobreviven su esposa, Mary Agnes Williams, y cinco hijos: Sarita, Kenneth, Paula, Mary y Paul Jr. Paul Jr se unió más tarde a un grupo disidente de los Temptations, The Temptations Review, con Dennis Edwards. Williams también tuvo otros tres hijos, Paul Williams Lucas, Anthony Johnson y Derrick Vinyard, con tres novias. Williams está enterrado en el cementerio Lincoln Memorial Park, Clinton Township, Macomb County, Míchigan en el lote 275, tumba #4, sección #G.
Las circunstancias que rodearon la muerte de Williams hicieron que la familia Williams sospechara que algún tipo de juego sucio fue la causa real de la muerte de Williams. Según el forense, Williams había utilizado su mano derecha para dispararse en el lado izquierdo de la cabeza. Además, se encontró una botella de alcohol cerca del lado izquierdo de Williams, como si se le hubiera caído mientras se disparaba. Se comprobó que la pistola utilizada en el tiroteo había efectuado dos disparos, de los cuales solo uno había matado a Williams.

## Legado
Como miembro de los Temptations, Paul Williams fue incluido a título póstumo en el Salón de la Fama del Rock and Roll en 1989, en el Salón de la Fama de los Grupos Vocales en 1999 y en el Salón de la Fama de la Música Rhythm and Blues en 2013. Sus dos grabaciones en solitario fueron publicadas posteriormente por Motown en recopilaciones relacionadas con los Temptations en las décadas de 1980 y 1990.
En 1998, la NBC emitió The Temptations, una miniserie de televisión de cuatro horas basada en un libro autobiográfico de Otis Williams. Paul Williams fue interpretado por el actor Christian Payton.
El video musical de la canción de Diana Ross "Missing You" rinde homenaje a Marvin Gaye, Florence Ballard y Paul Williams, todos ellos antiguos artistas de la Motown ya fallecidos.